# Vachellia pachyphloia
Vachellia pachyphloia là một loài thực vật có hoa trong họ Đậu. Loài này được (W. Fitzg.) Kodela mô tả khoa học đầu tiên năm 2006.